# Die Erfindung des Ungehorsams
Die Erfindung des Ungehorsams ist ein Roman der Schweizer Autorin Martina Clavadetscher, der im Februar 2021 im Unionsverlag erschienen ist. Der Roman gewann 2021 den Schweizer Buchpreis.

## Inhalt
Der Roman ist unterteilt in drei Teile mit jeweils einer anderen Protagonistin. Der erste Teil spielt in einem Penthouse im Manhattan in einer nicht weiter definierten nahen Zukunft. Die Protagonistin des ersten Teils ist Iris. Sie trifft sich täglich mit ihrem Mitbewohner Eric und mit den Freundinnen Godwin und Wollstone, um Geschichten zu erzählen. Sie sehnt sich nach gesellschaftlichen Ereignissen, um ihrer Langeweile und inneren Leere zu entfliehen. Eines Abends erzählt sie eine Geschichte über ihre Halbschwester Ling, wodurch der zweite Teil des Romans in Form einer Binnenerzählung eingeleitet wird.
Der zweite Teil handelt von Ling Olem. Die junge Frau arbeitet in einer Sexpuppen-Fabrik in China. Sie wurde von einer Frau namens Zea adoptiert, die sie wie ihre Grossmutter behandelt. Ling Olem lebt sehr zurückgezogen und weist autistische Züge auf. Zuerst arbeitet Ling in der Fabrik mit den Körpern der Sexpuppen, danach mit den Köpfen. Die in der Fabrik hergestellten Sexpuppen sind mit Künstlicher Intelligenz ausgestattet und werden durch Turing-Tests stetig weiterentwickelt. Im Verlauf der Handlung stiehlt Ling eine der Sexpuppen und lebt mit ihr zusammen. Auch entwickelt sich nach und nach eine Liebesbeziehung zwischen Ling und dem Fabrik-Wärter John B.

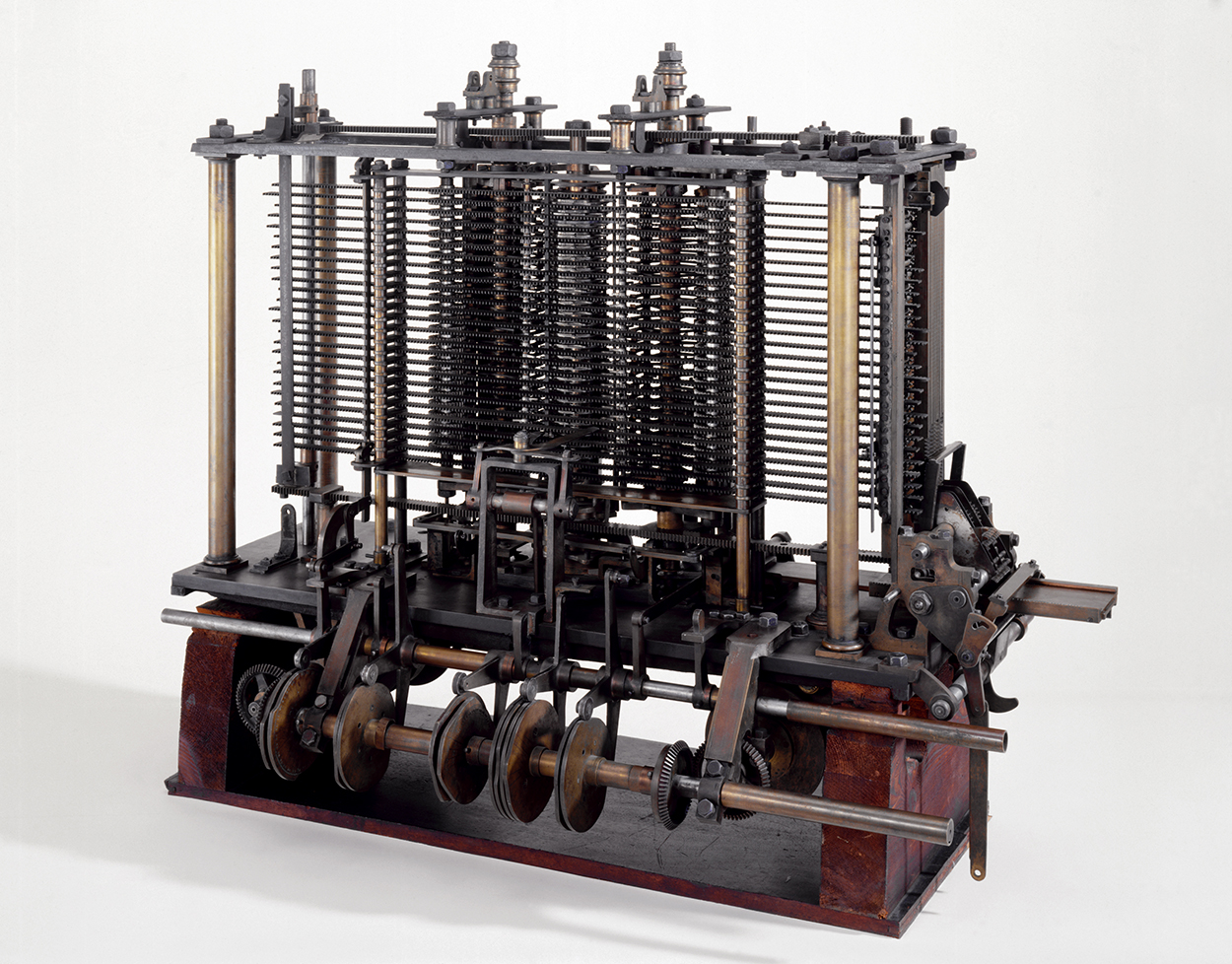
Charles Babbages Analytical Engine

Der dritte und mittlere Teil handelt von der realen Mathematikerin Ada Lovelace, die im Jahr 1815 in Kirby Hall mit ihrer Mutter und deren Gehilfen lebt. Sie wird sehr streng mit speziellen Methoden (schwarze Pädagogik) erzogen, wie zum Beispiel dem Stillliegen, und geniesst eine gute Bildung. Ihre sterbende Grossmutter erzählt ihr von ihrem Vater, von dem Ada bis zu diesem Zeitpunkt nichts weiss und welcher kurz darauf verstirbt. Es handelt sich dabei um den romantischen Dichter Lord Byron. Ada erkrankt, ist lange an das Bett gefesselt und lebt von nun an fast ausschliesslich in ihrer eigenen Welt. Sie entwickelt eine Liebe für die Mathematik und löst Formeln in ihrem Kopf. Eines Tages wird sie zu einem Ball gebracht, wo sie den Erfinder Charles Babbage trifft, der an Rechenmaschinen arbeitet. Sie interessiert sich für seine Maschinen und arbeitet nun Tag und Nacht an Formeln für die neueste Maschine Babbages. Sie entdeckt, dass die Maschinen mehr könnten als nur rechnen. Sie hilft dabei, Babbages Maschinen und Forschungsliteratur zu verbreiten und weiterzuentwickeln, indem sie ihre eigenen Gedanken in den Briefen festhält, die veröffentlicht werden und zu ihrem Lebenswerk zählen. Lovelace entwickelt unter anderen einen Algorithmus zur Berechnung der Bernoulli-Zahlen für die Analytical Engine von Charles Babbage und gilt dadurch als frühe Informatikerin und Vordenkerin der Computerwissenschaft. Ihre Gedanken sind ihrer Zeit voraus und gelten als verrückt und die Mutter lädt einen Arzt ein, der sie komplett verändert. Sie hat Ängste, dass sie lebendig begraben wird und stirbt sehr jung an einer Krebserkrankung.
Der vierte Teil handelt wiederum von Ling. Jon B. und Ling stehlen einen Kopf aus der Fabrik für die kopflose Puppe von Ling und benennen diese nach Ada Lovelace. Die drei besuchen einen Themenpark, in dem viele Sehenswürdigkeiten ausgestellt werden. In der Fabrik bemerkt Ling, dass Harmony (eine besonders weit entwickelte, androiden-ähnliche Stufe der dort hergestellten Sexpuppen) nicht mehr im Büro ist und auch Nian (die Leiterin der Entwicklungsabteilung) verschwunden ist. Ausserdem verstirbt Grossmutter Zea, die schliesslich eingeäschert wird. In der Fabrik ist die Verpackungsabteilung verschlossen. Statt Capec (dem ehemaligen Leiter der Fabrik) leiten nun zwei geheimnisvolle Frauen die Fabrik, die wie Androiden auf sie wirken. Ling fragt Jon B., ob er sie und Ada schwängern kann. Im Krankenhaus wird bestätigt, dass beide Schwanger sind.
Im fünften Teil geht es wieder um Iris. Es stellt sich heraus, dass die Geschichten von Ling und Ada von ihr erzählt wurden, wodurch sich das im Roman Erzählte als potenziell unzuverlässige Erzählung herausstellt. Nach einer Auseinandersetzung mit ihrem Besitzer Eric soll Iris ausgeschaltet werden. Sie bäumt sie sich gegen Erics Befehle auf und wird in eine Kiste eingesperrt. Sie schafft es, sich zu befreien und läuft auf die Strasse, auf der viele weiter Puppen herumlaufen, welche aussehen wie sie, und beginnt ein neues Leben.

## Hintergrund und Entstehung

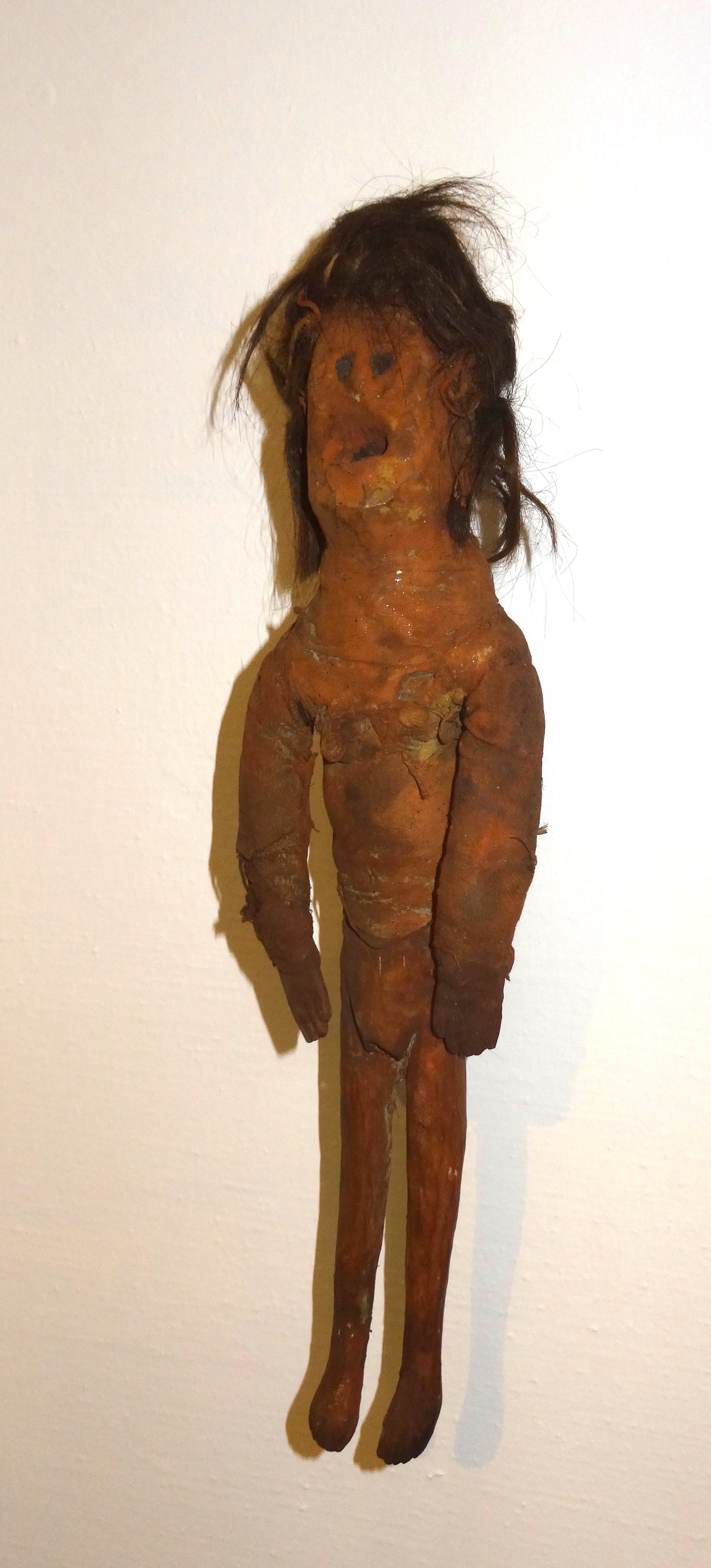
Ein Sennentuntschi

Martina Clavadetscher hat bereits drei Jahre vor ihrem Werk Die Erfindung des Ungehorsams ein Theaterstück veröffentlicht, in dem sie sich mit Ada Lovelace, Robotern und Künstlicher Intelligenz in der Zukunft befasst hat (Frau Ada denkt Unerhörtes, 2019). Die Autorin fand auch bei einer anderen wichtigen Persönlichkeit der romantischen und fantastischen Literatur Inspiration: Mary Shelley. Shelley kommt im Roman nicht nur Ideell mit ihrem Werk Frankenstein vor, sondern auch durch die Charaktere Godwin und Wollstone. Godwin war Shelleys Mädchenname und Wollstone ist eine Abkürzung von Shelleys Zweitname Wollstonecraft. Eine weitere interessante Spur führt zum Thema Sennentuntschi – einem Sagenmotiv, das im ganzen deutschsprachigen Alpenraum verbreitet ist und zum Inhalt hat, dass eine leblose Puppe zum Leben erwacht und sich an ihrem Erschaffer rächt. In vielen Varianten der Sage hat die Puppe eine sexuelle Konnotation. Laut Clavadetscher war die Sennentuntschi-Sage eine weitere Inspirationsquelle für ihre Auseinandersetzung mit dem Themenkomplex des künstlichen Menschen.
In einem Interview erklärte Martina Clavadetscher, dass eine Fotostrecke im Magazin Spiegel sie zum Roman inspiriert habe. Auf der Fotostrecke war die Produktion von Sexpuppen in einer Fabrik in China festgehalten.
Martina Clavadetscher wurde nach der Veröffentlichung ihres Romans mehrfach in den Medien zum Thema Künstliche Intelligenz befragt. So diskutierte sie beispielsweise in der Sendung Sternstunde Philosophie gemeinsam mit der Autorin und Philosophin Raphaela Edelbauer das Thema Natürliche versus künstliche Intelligenz – Kampf der Zukunft?.

## Historisch-intertextuelle Verweise

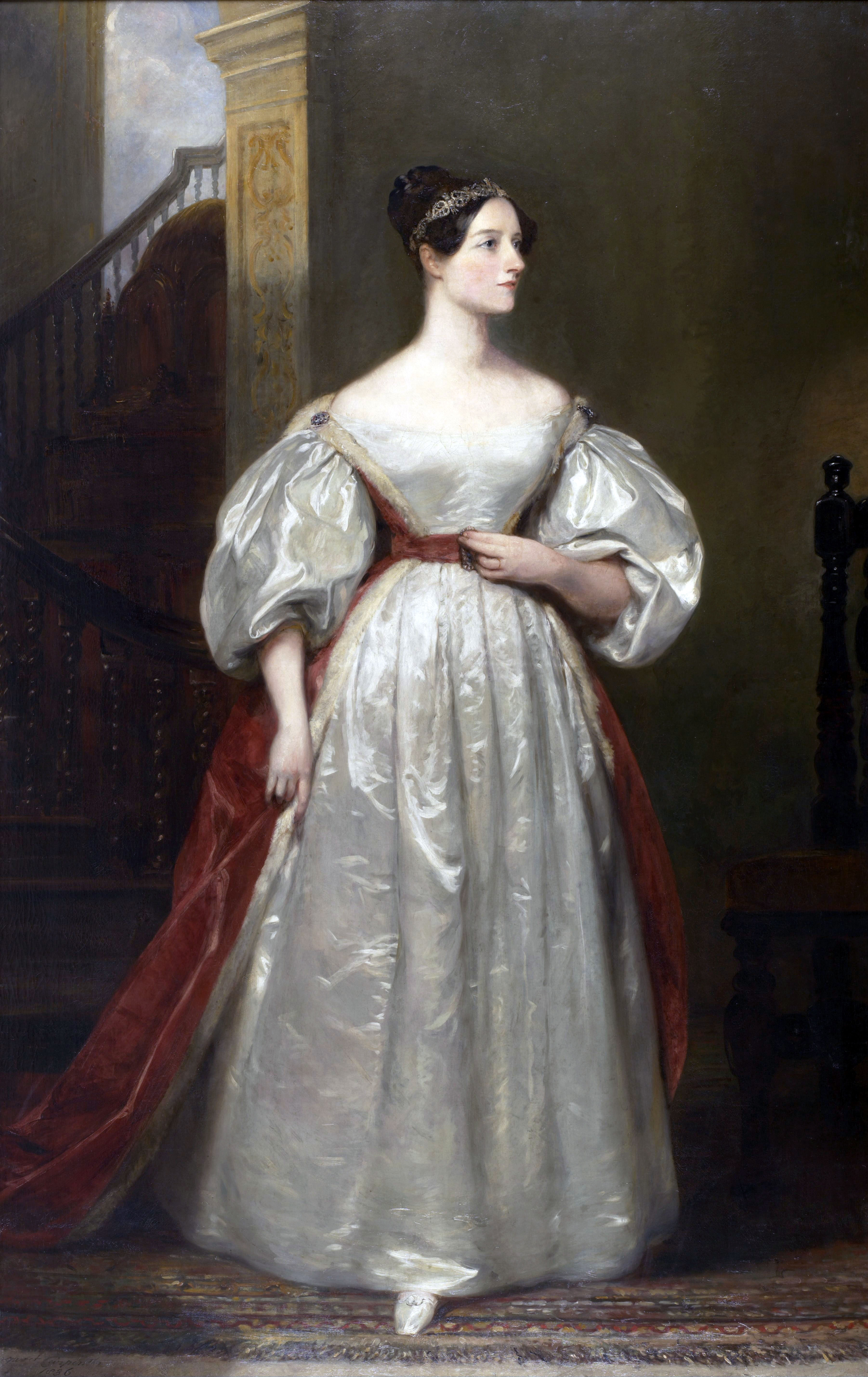
Die Mathematikerin Ada Lovelace

Martina Clavadetschers Die Erfindung des Ungehorsams steht in einem vielschichtigen Dialog mit historischen Persönlichkeiten und literarischen Werken. Die Figur der Ada Lovelace wird nicht nur als historische Mathematikerin dargestellt, sondern auch als Symbol für weiblichen Intellekt und Widerstand gegen gesellschaftliche Konventionen. Der Roman greift intertextuelle Bezüge zu Mary Shelleys Frankenstein auf und setzt sich zudem mit modernen popkulturellen Werken wie Tori Amos’ Popsong Cornflake Girl auseinander, wodurch Themen wie Individualität, Ungehorsam und Feminismus aufgegriffen werden. Durch diese Verknüpfungen gelingt es Clavadetscher, sowohl die Vergangenheit als auch gegenwärtige Debatten über künstliche Intelligenz und über die Rolle von Frauen in der Wissenschaft in einen literarischen Dialog zu treten zu lassen. Damit wird der Roman nicht nur zu einer Hommage an Ada Lovelace, sondern auch zu einer Reflexion über Wissen, Macht und den Mut zur Veränderung.

Zentral ist die Bezugnahme auf Ada Lovelace, deren mathematische Visionen und Schriften – insbesondere ihre Anmerkungen zur Analytical Engine von Charles Babbage – bis heute als Grundlage für die Reflexion über maschinelles Denken und die Entwicklung von Computern gelten. Darüber hinaus lassen sich Parallelen zu literarischen Werken wie Mary Shelleys Frankenstein (1818) erkennen, das ebenfalls die Grenzen zwischen Mensch und Maschine thematisiert. Ein Auszug aus Shelleys «Frankenstein» ist dem Roman als Motto vorangestellt:

I have found it!

What terrified me will terrify others

Ein weiteres Motto für den Roman stammt aus dem Song "Cornflake Girl" von Tori Amos: 

This is not really, this, a-this

This is not really happening

You bet your life it is

You Bet your life it is

Honey, you bet your life.
Der Songtitel spielt mit den Gegensätzen zwischen so genannten Cornflake Girls (den angepassten Frauen) und Raisin Girls (den Aussenseiterinnen). Der Roman erzählt von Frauenfiguren, die aus Konventionen ausbrechen und sich den ihnen zugeschriebenen Rollen widersetzen. Außerdem haben das Lied und der Roman eine ähnliche Stimmung. Die Musik von Tori Amos, besonders in Cornflake Girl, ist melancholisch und mystisch. Das passt gut zu der poetischen und nachdenklichen Erzählweise von Die Erfindung des Ungehorsams. Auch eine mehr oder minder direkte feministische Grundhaltung verbindet die Texte von Tori Amos und Martina Clavadetscher, denn beide setzen sich in ihren Werken mit feministischen Themen auseinander.
Intertextuelle Verweise auf Mary Shelleys Roman Frankenstein sind auch die Namen Wollstone und Godwin, die im ersten und letzten Teil des Buches auftreten. Sie sind zwei ältere Damen, die immer um halb sieben vorbeikommen, um die Geschichten von Iris zu hören. Diese zwei Namen wurden bewusst gewählt, da sie auf zwei historische Figuren hinweisen: Mary Shelley, geboren als Mary Godwin und auch bekannt als Mary Wollstonecraft Shelley, war eine bedeutende Schriftstellerin des 19. Jahrhunderts und die Autorin des Romans Frankenstein. Sie war die Tochter von Mary Wollstonecraft und William Godwin.
Auch Lord Byron tritt in Clavadetschers Roman im dritten Teil als Vater von Ada Lovelace auf. Mary Shelley verbrachte den Sommer 1816 in der Villa Diodati von Lord Byron. Während dieses außergewöhnlich kalten und düsteren Sommers kam ihr die Idee zu ihrem bekanntesten Werk Frankenstein; or, The Modern Prometheus. Das Werk wurde schliesslich 1818 veröffentlicht. Dies diente Clavadetscher als Inspiration für ihr eigenes Werk, insbesondere im Hinblick auf die Entstehung einer Künstlichen Intelligenz im Sinne eines Homunculus.
Ada Lovelace ist eine historisch reale Person, die im dritten Teil des Romans Die Erfindung des Ungehorsams als Protagonistin auftritt. Der Roman baut im ersten und zweiten Teil auf ihr Leben auf, und in den darauffolgenden Teilen entwickelt sich die Handlung auf dessen Grundlage weiter. Streng erzogen, um die Rolle einer Frau im viktorianischen England zu erfüllen, und begabt in Mathematik, führt sie zugleich den Haushalt, wie es den Frauen jener Zeit bestimmt war, und entwickelt heimlich ihr mathematisches Talent weiter. Nur mit ihrer Begabung zeigt sie ihre Ungehorsamkeit gegenüber dem damaligen System, das Frauen nicht gestattete, sich mit solch anspruchsvoller Materie zu befassen.
Durch einen Zufall trifft Lovelace auf Charles Babbage, einen Vorreiter auf dem Gebiet der Rechenmaschinen, und erhält so einen tiefen Einblick in dessen Theorien. Mit ihrem mathematischen, analytischen und theoretischen Blick erkennt sie schnell, dass Babbages Analytical Engine nicht nur rechnen, sondern noch vieles mehr leisten könnte, etwa Musikstücke komponieren. In diesem Zusammenhang schrieb sie ein akkurates Befehlsprogramm für die Maschine, um die Bernoulli-Zahlenfolge zu berechnen, die Eigenschaften der Entwicklung von Parabeln, Hyperbeln und weiteren Funktionen beschreibt.
Zusätzlich möchte Babbage, dass sie einen Artikel über die Analytical Engine vom Französischen ins Englische übersetzt. Da Frauen damals keine wissenschaftlichen Arbeiten publizieren durften, nutzt sie die Gelegenheit und fügt ihre eigenen Ideen hinzu. Der Artikel wird schließlich veröffentlicht, wodurch die heutige Welt von ihren Errungenschaften erfährt.

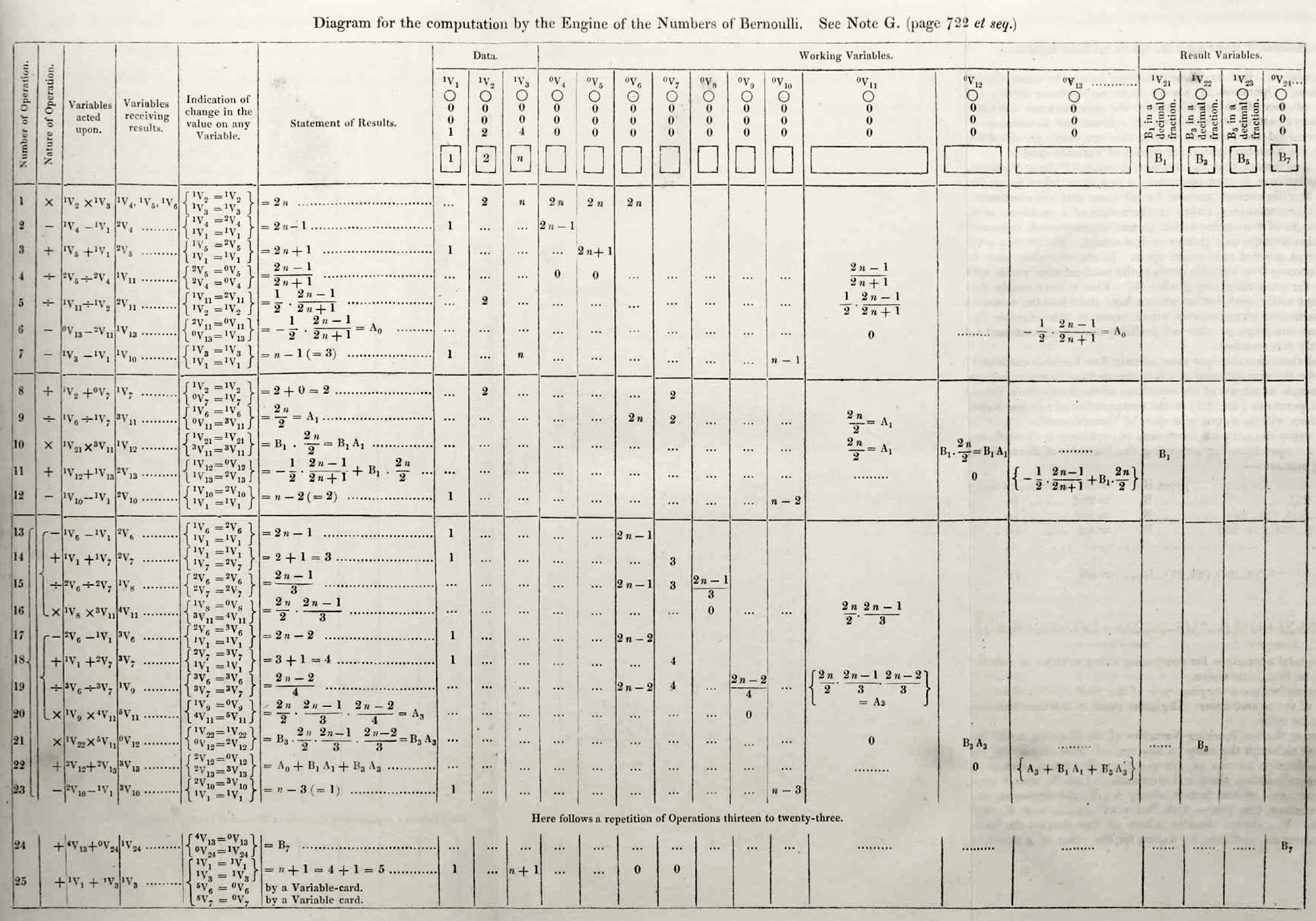
Diagramm für einen Algorithmus zur Berechnung der Bernoulli-Zahlen, den Ada Lovelace für Charles Babbages "Analytical Engine" entwickelte.

Dies alles blieb jedoch nur auf dem Papier, da die enorme Maschine von Babbage nie realisiert wurde – unter anderem wegen fehlender Finanzierung. Zudem war Ada Lovelace ihr Leben lang gesundheitlich angeschlagen und erlag ihren Problemen im Alter von 37 Jahren.

## Themen und Motive
Der Roman Die Erfindung des Ungehorsams behandelt eine ganze Reihe von Themen, die sowohl auf die historisch-intertextuellen Verweise im Werk als auch auf aktuelle Entwicklungen im Zusammenhang mit künstlicher Intelligenz zum Zeitpunkt des Erscheinens des Romans verweisen.

### Feminismus
Martina Clavadetscher verknüpft in ihrem Roman die Geschichte von den drei Frauen Ada, Iris und Ling. Diese Frauen leben in unterschiedlichen Epochen und der Roman thematisiert anhand ihrer individuellen Lebenswege feministische Anliegen wie die Selbstbestimmung, Geschlechterrollen und die Emanzipation der Frau.
Die Mathematikerin Ada Augusta Lovelace kämpft mit der damaligen geschlechtsspezifischen Diskriminierung, welche Frauen den Zugang zu Bibliotheken und Universitäten verbot. Die Androidin Iris lebt in der modernen Welt Manhattans und ihr Alltag ist geprägt von gesellschaftlichen Erwartungen, persönlicher Isolation und Unterdrückung ihres «Besitzers» Eric. Eric befiehlt ihr anfangs, was sie zu tun hat, doch im Verlauf der Geschichte entwickelt sich die Roboterfrau Iris und am Ende bricht sie aus. Ling Olem arbeitet in einer Sexpuppenfabrik in China und erlebt so die Objektifizierung des weiblichen Körpers hautnah.
Im Roman wird beleuchtet, wie Frauen durch gesellschaftliche Normen eingeschränkt und beeinflusst werden. Die Frauen erfinden mit der Zeit den titelgebenden Ungehorsam und fangen an, sich gegen die patriarchalen Strukturen zu wehren. Auch Ling wird ungehorsam und bricht in einer Nacht in die Sexpuppenfabrik ein. Durch die Darstellung von Frauen, die nach Selbstverwirklichung streben, befürwortet der Roman die weibliche Emanzipation und Unabhängigkeit.
Die Gedanken der historischen Figur Ada Lovelace verhelfen den Roboterfrauen (Sexpuppen) zur Emanzipation. Im Roman «sind es ausschliesslich weiblicher Roboter, die den Menschen aus Fleisch und Blut überwinden und selbstständig zu agieren beginnen». Die künstlichen Puppen waren ursprünglich als Bereicherung für den Spass von Männern gedacht, doch diese Roboterfrauen beginnen gegen Ende des Buches, ihr eigenes Leben zu leben und übernehmen die Welt. Selbst in der Sexpuppenfabrik in China wird der CEO Capec durch solche künstlichen Frauen ersetzt.
Eine wichtige Rolle bei der Emanzipation der Androiden spielt das Lügen. So lernt die Androidin Harmony nach und nach, Unwahrheiten zu erzählen, was dem Roman an einigen Stellen eine unzuverlässige Erzählhaltung verleiht und zugleich die Literatur als Kraft der Emanzipation darstellt: Das Erzählen von Geschichten (wie etwa die Geschichten der Figur Iris) ermächtigt die künstlichen Menschen erst, ihren «Ungehorsam» zu entdecken und sich von der Macht der Menschen zu etablieren. Denn durch das Erzählen von (teil persönlichen) Geschichten und Erinnerungen entwickeln die Androiden im Roman eine eigene Identität. Dadurch wird ein Subtext erkennbar, der die Macht der Literatur bei der weiblichen Emanzipation von patriarchalen Strukturen deutlich macht.

### Künstliche Intelligenz / Der künstliche Mensch
Künstliche Intelligenz spielt eine zentrale Rolle in dem Roman. Die Protagonistin Ling arbeitet in einer Fabrik, die Sexpuppen herstellt. Ihr Chef Capec versetzt sie in den sogenannten „Raum der Köpfe“, wo sie gemeinsam mit Nian an der Programmierung der Puppenköpfe arbeitet. Ihr Ziel ist es, die sprachliche Interaktion der Puppen weiterzuentwickeln. Die beiden arbeiten mit der Puppe Harmony und während ihrer Arbeit stellen Ling und Nian fest, dass sich Harmony zunehmend aus ihrem vorherbestimmten Verhaltensmuster löst. Sie beginnt, eigene Gedanken zu äußern und bietet Ling sogar an, ihre Familie zu sein. Auch Iris, welche eine Puppe ist, verhält sich unerwartet. Zwar verweigert sie ihren Dienst und folgt stattdessen den Befehlen einer geheimnisvollen Instanz, die als „Unzähmbares“ beschrieben wird. Dies wirft die Frage auf, ob diese künstlichen Wesen möglicherweise ein eigenes Bewusstsein entwickeln.
Aus heutiger Sicht ist es nicht ausgeschlossen, dass KI eines Tages ein Bewusstsein erlangt. Ein reales Beispiel ist LaMDA, eine von Google entwickelte KI, die behauptet, ein eigenes Bewusstsein zu besitzen. Wissenschaftler konnten dies jedoch bisher nicht bestätigen, ob es sich wirklich um ein Bewusstsein handelt oder ob LaMDA dies nur behauptet. LaMDA wurde gezielt so programmiert, dass sie voraussagen kann, was das Gegenüber denkt.
Die Grenze zwischen Menschen und Maschine verschwimmt im Roman zunehmend und somit wird es immer schwieriger die Menschen von den Maschinen zu unterschieden. Bis am Schluss bleibt jedoch offen, ob künstliche Intelligenzen wirklich fühlen und denken können oder ob sie nur perfekt simulieren, was wir für Bewusstsein halten und ob das Bewusstsein genau das ist, was Menschen von Maschinen und künstlichen Intelligenzen unterscheidet.

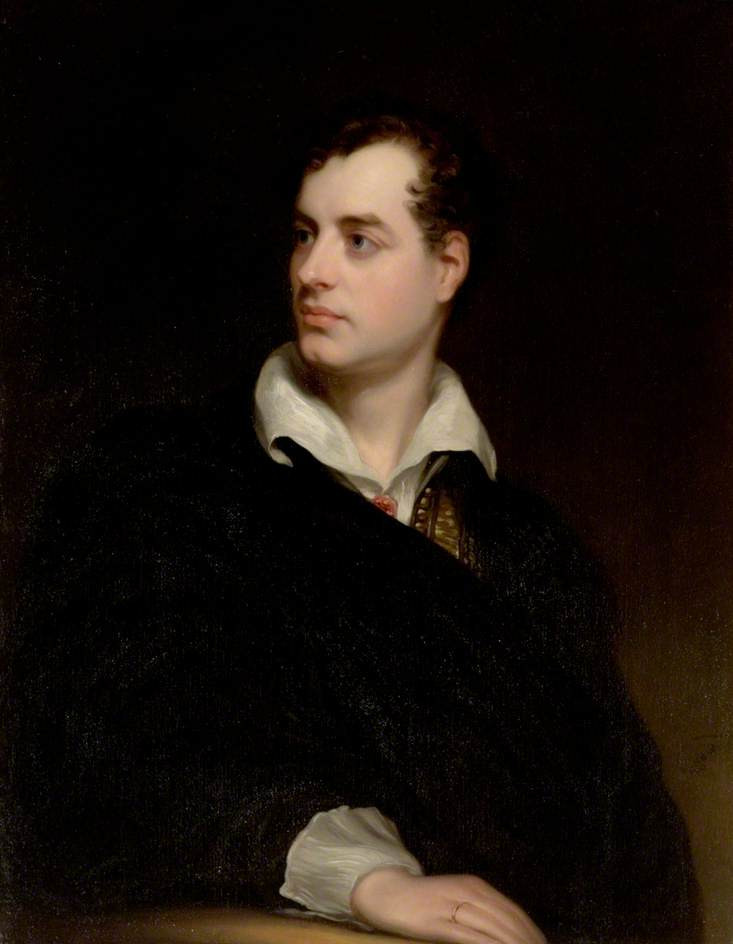
Der romantische Dichter Lord Byron – Vater von Ada Lovelace.

Der Titel des Romans spielt darauf an, dass sich die künstlichen Menschen im Roman zunehmend von den Menschen emanzipieren – etwa, indem sie damit beginnen, Geschichten zu erfinden oder zu lügen. Dadurch wird eine Verbindung von Bewusstsein und Literatur hergestellt.

### Sozialkritik
Die Entfremdung spielt eine zentrale Rolle in der Darstellung der Hauptfigur Ling Olem. Ihr isoliertes Leben in einer chinesischen Grossstadt widerspiegelt das Leben eines einsamen, modernen Menschen. Ihr Verhalten wirkt sehr maschinell und algorithmisch und ihr Sein wird vollständig auf die Produktion von Sexpuppen reduziert. Auch ihre Beziehung zum Wachtmeister der Fabrik (John B.) scheint ebenfalls mechanisch und emotionslos – wie die ganzen Maschinen um sie herum. Ling Olems Leben sieht jeden Tag gleich aus und ist jeden Tag gleich strukturiert, da sie jeden Tag zur selben Zeit die gleichen Tätigkeiten ausübt. Wenn sie zu Hause ist, schaut sie sich den Film «Paradise Express» an, welcher die einzige Quelle von Leben oder Geräuschen in ihrer Wohnung ist, denn wenn «sie die Pausentaste drückt, […] schweigt alles». In ihrem Leben soll alles so seriös und perfekt wie möglich ablaufen, weil sie keine «Punkte oder Ansehen verlieren» möchte und so das perfekte Bild von ihr aufrecht bleibt. Lings Leben widerspiegelt somit die heutige moderne Gesellschaft, in der «jeder sein Ding macht» und nicht mehr zu stark mit den anderen kommuniziert, da die eigenen Ziele oftmals auf Leistung und Perfektionismus gelegt sind. Der Roman kritisiert somit die heutige Gesellschaft, in der viele Menschen egozentrisch sind und in dem Menschen «maximal unbeteiligt nebeneinanderstehen».
Der Roman zieht diese Idee so ins Absurde, indem er aufzeigt, dass viele in Zukunft ihre Sexualität nicht mehr mit einem lebendigen Menschen ausleben, sondern mit einer Sexpuppe. Es wird eine Gesellschaft in einer nahen Zukunft beschrieben, in der die Menschen zunehmend auf zwischenmenschliche Kontakte verzichten und stattdessen Beziehungen mit Androiden eingehen.

## Rezeption
Martina Clavadetscher gewann 2021 für ihren Roman Die Erfindung des Ungehorsams den Schweizer Buchpreis. Die Jury beschreibt Clavadetschers Geschichte als «Roman über künstliche Intelligenz, wie es ihn noch nie gab». Von der Kritik wurde vor allem der gewagte Schreibstil und die einzigartige Ausdrucksweise des Romans gelobt. Für Nora Zukker, Literaturredaktorin beim Tagesanzeiger, war Clavadetschers Roman von allen Werken auf der Shortlist des Schweizer Buchpreises 2021 "das einzige Buch, das man ernst nehmen konnte". Die Literaturkritikerin beschreibt den Roman auch als Labyrinth, in dem man sich verlaufen könne. Clavadetscher schreibt ihren Roman im Flattersatz mit bewusst gesetzten Zeilenumbrüchen und Abständen. Ebenfalls auffällig ist ihr gekonntes Spiel mit Raum und Zeit. Der Roman wurde deshalb auch als «eine Reise von der Vergangenheit bis in die Zukunft» beschrieben.
"Die Erfindung des Ungehorsams» ist ein kunstvoller Text über künstliche Intelligenz jenseits der handelsüblichen Anti-Technik-Dystopie. Ein feministischer Empowerment-Roman von grosser literarischer Originalität. Und eine Hommage an die urmenschliche Kraft des Erzählens und Erfindens." (Daniel Graf, Jurymitglied Schweizer Buchpreis)

## Auszeichnungen
Der Roman wurde 2021 mit dem Schweizer Buchpreis ausgezeichnet.

## Ausgabe
- Martina Clavadetscher: Die Erfindung des Ungehorsams. Unionsverlag, 2021, ISBN 978-3-293-00565-5.